# Ruszkowo (powiat rypiński)
Ruszkowo – wieś w Polsce położona w województwie kujawsko-pomorskim, w powiecie rypińskim, w gminie Wąpielsk. Znajdowały się tutaj dwie wąskotorowe stacje kolejowe: Ruszkowo I i Ruszkowo II. Przebiegała przez nie linia wąskotorowa Dobre – Brodnica.
Według Narodowego Spisu Powszechnego (III 2011 r.) liczyła 431 mieszkańców. Jest czwartą co do wielkości miejscowością gminy Wąpielsk.

## Historia
W XVIII wieku wieś należała do Jana Pląskowskiego. Około 1789 roku wieś odziedziczył jego syn Józef. W tym czasie pobierał on od tutejszych chłopów 290 złotych czynszu. Siano tu wtedy 63 korców żyta i 9 korców pszenicy. Na początku XIX wieku wieś przeszła w ręce jego syna Ignacego Piotra i córki Tekli. W 1814 roku Ignacy Piotr spłacił swoją siostrę, stając się jedynym właścicielem Ruszkowa. Wówczas wyceniono ją na 200 tysięcy złotych. W 1852 roku sprzedał Ruszkowo Władysławowi Gniazdowskiemu.
W latach 1975–1998 miejscowość należała administracyjnie do województwa toruńskiego.